# Two-Face
Two-Face, vlastním jménem Harvey Dent, je fiktivní superpadouch, který se objevuje v amerických komiksech od DC Comics, obvykle jako Batmanův protivník. Postavu, která debutovala v Detective Comics #66 (srpen 1942), vytvořili Bob Kane a Bill Finger. Jako jeden z nejvytrvalejších Batmanových nepřátel, patří Two-Face do galerie obvyklých padouchů.
Harvey Dent byl původně okresním prokurátorem města Gotham, než se stal obětí zbabělého útoku mafiánského bosse Sala Maroniho, který mu při soudním řízení vylil do obličeje kyselinu a způsobil mu tak ohavné znetvoření poloviny tváře. Dent následně zešílel, přijal identitu „Two-Face“ a stal se zločincem, který začal být posedlý dualitou. V pozdějších letech je Two-Faceova obsese vysvětlována jako důsledek schizofrenie a bipolární poruchy. Posedle dělá všechna důležitá rozhodnutí hodem dvouhlavé mince, která je z jedné strany poškrábaná.
Kromě komiksů se Two-Face poprvé objevil ve filmu Batman z roku 1989 (pouze jako Harvey Dent), načež následovalo: animovaný seriál Batman (1992–1995), filmy Batman navždy (1995) a Temný rytíř (2008), videohry Lego Batman: The Videogame (2008), Batman: Arkham City (2011) či Batman: The Telltale Series (2016) a plno dalších adaptací.
Webová stránka IGN zařadila postavu na 12. místo v seznamu 100 nejlepších padouchů všech dob.

## Vývoj postavy

### Inspirace

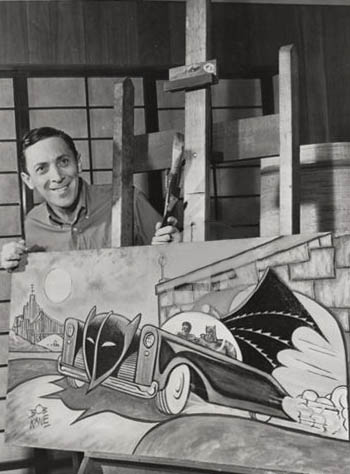
Bob Kane

Bob Kane uvedl ve své autobiografii, že při tvorbě postavy byl inspirován příběhem Podivný případ Dr. Jekylla a pana Hyda, konkrétně filmovou verzí z roku 1931. Některá inspirace byla převzata rovněž z rodokapsové postavy jménem Black Bat, jejíž původ zahrnoval tvář postříkanou kyselinou.

### Zlatý a stříbrný věk
Two-Face se poprvé objevil v Detective Comics #66 (srpen 1942) pod jménem Harvey „Apollo“ Kent. Později bylo jeho jméno změněno na Harvey Dent, pravděpodobně proto, aby se zabránilo zaměňování se Supermanem alias Clarkem Kentem. Two-Faceův původní příběh byla trilogie, na jejímž konci došlo k obnově jeho znetvořené tváře a zároveň také psychického zdraví, takže se byl schopen vrátit do normálního života a oženit se se svou snoubenkou Gildou. Scenárista Bill Finger nechtěl Harveyho šťastný konec zničit, a tak představil řadu napodobitelů, především Paula Sloanea a George Blakea. Teprve až v roce 1954 nechal David V. Reed Harveyho tvář znovu znetvořit, čímž přivedl pravého Two-Face jednou provždy zpět. Zároveň však šlo o jeho poslední výskyt v rámci Zlatého věku, načež na šestnáct let zmizel z komiksů.
Během stříbrného věku se Two-Face v komiksu neobjevil, s výjimkou jediného čísla World's Finest, kde byl Batmanovi vymýván mozek, aby si myslel, že je Two-Facem on sám. Nicméně pravý padouch se během této éry objevil v novinových stripech.

### Bronzový věk
Po šestnáctileté nepřítomnosti v komiksech byl Two-Face v roce 1971 vzkříšen Dennisem O'Neilem, který obnovil Dentův status jednoho z největších Batmanových nepřátel. Kromě toho dostal nový původ od Jacka C. Harrise, ve kterém bylo odhaleno, že cílem Maroniho útoku kyselinou neměl být Harvey Dent, ale důstojník Dave „Pretty Boy“ Davis, který mafiána zatkl. Denta to tak utvrdilo v tom, že jeho znetvoření bylo pouze otázkou štěstí, náhody a osudu. I když tyto události nezmínil žádný jiný příběh, byly zahrnuty do Two-Faceova oficiálního popisu. Také bylo odhaleno to, že měl Harvey odcizenou dceru Duelu Dentovou, ale podobně jako u původu Davea Devise, byla i tato kontinuita prakticky všemi následujícími příběhy ignorována.

### Moderní věk
Po událostech Krize na nekonečnu Zemí byl Dentův původ kompletně přepsán. Dostal tragičtější minulost, aby jeho postava byla sympatičtější, a bylo přidáno jeho rané spojení s Batmanem. Jeho postava také získala typické symptomy disociativní poruchy identity, což znamená, že jeho dvě identity ztratily vědomí o tom, co dělá ta druhá.

## Fiktivní biografie postavy

### Země-dvě
Harvey „Apollo“ Kent byl původně mladým a schopným okresním prokurátorem, který dostal na starost případ vraždy spáchané mafiánským bossem Maronim. Během soudního přelíčení Maroni nečekaně vylil Kentovi do obličeje kyselinu sírovou, čímž mu způsobil hrůzné poleptání levé části tváře. Kvůli jeho znetvoření jej opustila snoubenka Gilda, což v něm, v kombinaci s frustrací ze ztráty osobní krásy, vyvolalo hluboké zoufalství. Rozhodl se tedy svěřit do rukou osudu, když si o podobě své budoucnosti hodil dvouhlavou mincí. Tu z jedné strany poškrábal, aby mu tak pomohla v rozhodnutí mezi dobrem (čistá strana) a zlem (poškrábaná strana). Osud rozhodl o druhé možnosti, takže se z Kenta stal nový gothamský zločinec známý jako Two-Face. Jelikož se však již nedokázal rozhodnout bez použití mince, stávalo se často, že místo zločinů začal náhle páchat dobré skutky. Tímto svým nevyzpytatelným chováním mátl všechny obyvatele Gotham City. Batman se snažil na Harveyho naléhat, aby opustil svět zločinu a vrátil se ke své dřívější práci, jelikož se však nedokázal rozhodnout sám, musel si opět hodit mincí. Ta se tentokrát zastavila na hraně, a i když Batman navrhoval nový hod, Two-Face nedokázal porušit vlastní pravidla. Náhle se však objevil policista, který bezmyšlenkovitě střelil Two-Face do prsou. Kulka naštěstí zasáhla minci, kterou měl Kent v kapse, a ke všemu ještě poškrábanou stranu, což ho přesvědčilo, že má zůstat padouchem. Nakonec ho však Batman dopadl, a to poté, co jej zradil jeden z členů jeho gangu.
Kent nakonec své šílenství překonal, když při jedné z dalších akcí omylem postřelil svou bývalou snoubenku. Následně se dobrovolně vydal Batmanovi a podstoupil soud. Později si u špičkového plastického chirurga nechal opravit svůj obličej, zanechal kriminální činnosti a vrátil se ke kariéře okresního prokurátora.
O něco později se Two-Face do Gotham City vrátil, tentokrát však nešlo o Harveyho (ten se zde objevil již s příjmením Dent), nýbrž o jeho komorníka Wilkinse, který svého pána napodoboval, aby mohl páchat zločiny, ze kterých by ostatní podezřívali skutečného padoucha. Později se v Gothamu objevil ještě jeden napodobitel, a to sice George Blake, kterému šlo v podstatě o to samé jako Wilkinsovi.

### Země-jedna
Původ a proměna Two-Face ze Země-jedna jsou stejné jako u jeho protějšku ze Země-dvě. Po svém znetvoření se Harvey Dent vrhl na dráhu zločinu, ovšem Batman ho dokázal zastavit a přesvědčit jej, aby podstoupil plastickou operaci. Ta dopadla dobře a Dent se následně vrátil do normálního života. Jednoho dne byl však svědkem loupeže, a když se snažil zastavit zloděje, došlo náhle k explozi, která ho opět znetvořila a probudila v něm spící identitu Two-Face. Padouch ihned odstartoval další vlnu zločinů, během kterých téměř eliminoval Batmana a Robina, ale nakonec byl dopaden. Two-Faceovi se však podařilo uprchnout a spustit plán na vraždu několika akcionářů společnosti Starr Corporation. Nakonec ho zastavili Batman a Green Arrow, kteří jej ovšem nedokázali zadržet, takže jim opět utekl.
V následujících letech Two-Face v kriminální činnosti pokračoval. Například shromáždil malý gang, se kterým odstartoval sérii loupeží, které vyvrcholily krádeží zlatých dubletů ze starověké lodi. Následně se svým komplicem ukradl binární kódy pro jadernou zbraň a rozhodl se vydírat americkou vládu o 22 milionů dolarů. Když se jej Batman a federální agent King Faraday pokusili zastavit, byl nucený své plány změnit a přesunout se do New Orleans. Zde se pokusil ukrást dvojnásobek výkupného, ale Faraday a Batman ho zastavili. Ačkoli byly jeho plány zmařeny, jemu samotnému se podařilo uniknout domnělé smrti.

### Nová Země
V postkrizové verzi příběhu, který se odehrával na Nové Zemi, bylo vyobrazeno, že se Harvey Dent narodil do rodiny nižší třídy a byl vychován s instinktivní averzí a nedůvěrou k vyšší třídě. Jeho krutý, násilnický a psychicky nemocný otec jej v dětství často týral, přičemž o trestu nebo milosti rozhodoval hozením dvouhlavé mince. Toto drsné prostředí vedlo k tomu, že se u Denta vyvinula bipolární porucha a paranoidní schizofrenie. Ovšem jeho tvrdá pracovní morálka jej nakonec dovedla k tomu, že se stal právníkem a později dokonce okresním prokurátorem.
Média ho přezdívala „Apollo“, jelikož byl šarmantní, pohledný a zdánlivě nedotknutelný. Oddaně prosazoval právo a pořádek a stal se jedním z prvních spojenců Batmana. V době jeho právní kariéry vládl gothamskému podsvětí mafiánský boss Carmine Falcone alias „Říman“. Poté, co Dent začal zasahovat do Falconeho záležitostí, najal si mafián Mickeyho „Norka“ Sullivana, aby okresního prokurátora odstranil. Ten ovšem selhal. Dent následně uzavřel spojenectví s Batmanem a komisařem Gordonem, aby společnými silami vymýtili zločin z gothamských ulic. Díky jeho prchlivé povaze mu však Gordon s Batmanem příliš nedůvěřovali, jelikož se domnívali, že by mohl být záhadným „Svátečním vrahem“, který v té době vraždil členy mafie (včetně Mickeyho a jeho gangu). Spojenectví skončilo poté, co byl Dent znetvořen Salem Maronim, který mu při soudním přelíčení vylil do obličeje kyselinu sírovou.
Harvey ze svého znetvoření zešílel a začal být posedlý dualitou a protiklady. Navíc se u něho vyvinula druhá osobnost, která představovala zlotřilého padoucha Two-Face. Pod nadvládou nové persony zabil svého zkorumpovaného asistenta Vernona Wellse a Falconeho, nestačil však zabít Maroniho, jelikož jej předstihl Alberto Falcone. Two-Face byl za vraždy nakonec uvězněn v Arkham Asylum.
Během příběhu Batman: Temné vítězství Two-Face z ústavu uprchl, ukradl své staré spisy a začal s rozkladem Falconeho rodiny. V Gothamu mezitím působil nový vrah zvaný „Šibeniční vrah“, který následoval vzor Svátečního vraha, pouze s tím rozdílem, že nezabíjel gangstery, ale policisty. Dent před vrahem zachránil Jamese Gordona, kterého Šibeniční vrah dokázal přelstít. Ke zničení mafiánů Two-Face využil asistenci ostatních padouchů z Batmanovy galerie. Vše vyvrcholilo eliminací Falconeho nástupce, jeho dcery Sofie Falcone Giganteové, ze které se nakonec vyklubal Šibeniční vrah. To mělo za následek trvalé převzetí podsvětí superpadouchy.
Two-Face výrazně zasáhl do života prvních třech Robinů. Poté, co padouch zabil soudce Watkinse, napadl brutálním způsobem Dicka Graysona, který po útoku zůstal v bezvědomí. Bruce Wayne to dával za vinu sobě a rozhodl se chlapce nechat dočasně mimo službu. Když se o několik let později stal Robinem Jason Todd, zjistil náhodou, že Two-Face byl zodpovědný za smrt jeho otce Willise Todda, který býval jeho komplicem. Jason nakonec pomohl Denta dopadnout a ukončit tak jeho řádění. Two-Face mohl také za to, že se z Tima Drakea stal třetí Robin, a to poté, co se vydal zachránit Batmana a Nightwinga, které padouch ohrožoval.

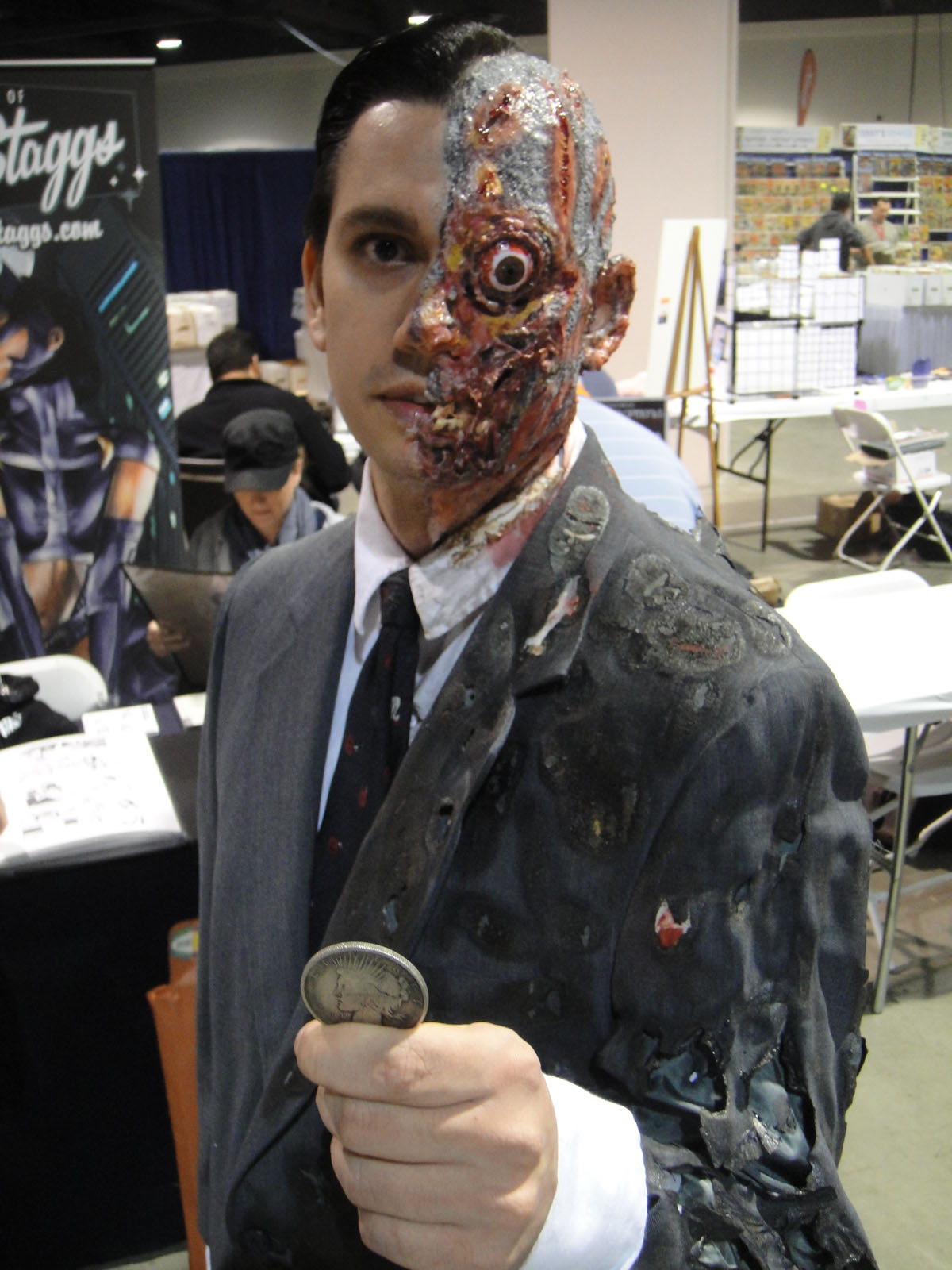
Two-Face se svou dvouhlavou mincí

V komiksu No Man's Land, ve kterém byl Gotham zničen zemětřesením, unesl Two-Face komisaře Gordona a postavil ho před soud za jeho činy, které dopomohly k tomu, že se z Gotham City stalo „území nikoho“, přičemž padouch v tomto přelíčení figuroval jako soudce a žalobce zároveň. Gordon hrál na Two-Faceovu rozdvojenou psychiku a jako svého obhájce požadoval Harveyho Denta. Dent podrobil Two-Face křížovému výslechu a podařilo se mu komisaře osvobodit.
V Gotham Central se Two-Face setkal s detektivkou Renee Montoyovou. Ta v padouchovi objevila Dentovu skrytou osobnost a chovala se k němu laskavě. To zapříčinilo, že se do ní Harvey zamiloval, ona mu však jeho city neopětovala. Two-Face poté veřejně odhalil, že je lesba a hodil na ní vraždu v naději, že když jí všechno sebere, nebude mít jinou možnost, než zůstat s ním. Detektivku Dentovo chování rozzuřilo, takže na něj zaútočila a oba začali bojovat o Two-Faceovu zbraň, dokud nezasáhl Batman, který Two-Face vrátil zpátky do Arkhamu.
V příběhu s názvem Batman: Ticho se Harvey Dent dočkal úspěšné plastické operace své tváře, kterou mu provedl geniální chirurg Dr. Thomas Elliot. Ten byl ve skutečnosti skrytým vrahem Hushem, který Dentem manipuloval, aby jej mohl použít jako jednoho z pěšáků v boji proti Batmanovi. Harvey ovšem po operaci znovu získal svou původní personu, takže Hushe zradil a nakonec také zastřelil, čímž pomohl Batmanovi.
Později se Batman rozhodl opustit Gotham, přičemž si jako náhradu za sebe vybral Denta. Ten tyto povinnosti přijal jako formu usmíření, a přestože se zdráhal, brzy zjistil, že se mu práce bdělého strážce zalíbila, i když postrádal Batmanův důvtip. Poté, co se Temný rytíř do Gothamu vrátil, začal se Harvey cítit neužitečný, a když se stal podezřelým v případu vraždy nevýznamných padouchů, vyhodil do povětří svůj byt a uprchl. Následně se u něho znovu probudila Two-Faceova osobnost, takže vypustil většinu zvířat v zoo a zabil čtyři policisty. Byl však zneškodněn Batmanem a Robinem, kteří později zjistili, že za vraždou padouchů stál finančník zvaný Great White Shark.
Poté, co měl Batman zdánlivě zemřít, zjistil Dent, že jeho kápi nosí někdo jiný. Pronajal si tedy teleport a dokázal proniknout do batcave. Když nový Temný rytíř jeskyni prozkoumával, zasáhl jej Two-Face uspávacími šipkami, načež ho začal mučit. Vše vyřešil až příchod komorníka Alfreda Pennywortha.
Později se padouch dostal do konfliktu s novou okresní prokurátorkou, Kate Spencerovou, známou také pod identitou mstitelky Manhunter, kterou plánoval zavraždit. Po zatčení padoucha Black Maska se Two-Face začal snažit o znovuzískání své dřívější moci nad Gothamem, čímž ovšem přitáhl pozornost FBI. Poté, co zjistil, že má ve svých řadách špeha, se dal na útěk, ale byl zrazen svými stoupenci, kteří ho pobodali a shodili z mostu do řeky.

### Současnost
V roce 2011 došlo k restartování DC kontinuity s názvem New 52, na které v roce 2016 navázalo Znovuzrození hrdinů DC. V obou časových osách došlo k výrazným změnám v Two-Faceově původu.
Harvey Dent vyrůstal v Gotham City, kde žil se svým despotickým otcem, který byl alkoholik a gambler a svého syna často bil, přičemž se o všech trestech rozhodoval hozením mince pro štěstí. Krátce poté, co došlo k vraždě Wayneových, Harvey svého otce svázal a ponechal jej několik dní zavřeného v domě, kde ho nakonec našla policie. Harvey byl poslán do Arkhamova azylu pro problémové děti, kde se poprvé setkal s Brucem Waynem, který se zde nacházel z důvodu, aby se naučil lépe zvládat zármutek ze ztráty svých rodičů. Chlapci se stali dobrými přáteli, ale své pravé identity si odhalili až o několik let později. Oba mezi sebou uzavřeli smlouvu, že jednoho dne zabijí nepřítele toho druhého — Harvey zabije Joea Chilla a Bruce Harveyho otce. Ovšem mezitím se Harvey dostal domů a jeho otec se rozhodl, že začnou nanovo, takže roztavil svou starou minci a přerazil ji na minci s dvěma hlavami jako symbol, díky kterému by synovi již nikdy neublížil. Harvey následně stáhl dohodu s Brucem a rozhodl se dát svému otci druhou šanci, ovšem podle Bruce to byla neuvěřitelně naivní volba.
V dospělosti se z Harveyho Denta stal kvalifikovaný obhájce pro zločince, který si v Gothamu rychle udělal jméno. Na jednom ze svých večírků jej Bruce Wayne seznámil s Gildou Goldovou, která se později za Harveyho provdala. Když se z Waynea stal Batman, vypracoval se Dent v jednoho z nejlepších obhájců, jelikož úspěšně osvobodil řadu zločinců, které předtím Temný rytíř dopadl. Harvey také působil jako právník zločinecké rodiny McKillenových, dokud o práci s tak nebezpečnou klientelou nezačal pochybovat. Bruce Wayne navrhl Dentovi, aby se stal okresním prokurátorem, jelikož cítil, že by svoje dovednosti uplatnil lépe na straně zákona. Harvey se postupně stal nekompromisním okresním prokurátorem, který vedl křížovou výpravu proti gothamským zločincům a zkorumpovaným politikům, které předtím bránil, přičemž často spolupracoval s Batmanem a komisařem Gordonem.
Během svého posledního případu se Dent a jeho spojenci zaměřili na sestry McKillenovy — Harveyho bývalé klientky. Když se Dent ujal vedení, podařilo se mu obě sestry zatknout a poslat do vězení. Zde došlo k vytvoření plánu, který zahrnoval sebevraždu Shannon McKillenové a útěk Erin McKillenové, která se přestrojila za sestřino mrtvé tělo. Jakmile byla Erin na svobodě, vystopovala Harveyho a znetvořila mu půlku obličeje, ještě předtím však stihla zabít jeho manželku Gildu. Po tomto traumatickém zážitku se Dent zbláznil, vyvinul si u sebe druhou osobnost a ke všem důležitým rozhodnutím začal používat hod mincí.
Harveyho narůstající šílenství ho brzy přivedlo do kriminálního života, ve kterém se z něho stal nový gothamský padouch Two-Face. Krátce nato Dent vystopoval svého otce, kterého následně několik let držel svázaného na skrytém místě v Renu. Během Války vtipů a hádanek se Two-Face rozhodl připojit k Riddlerově armádě proti Jokerovi. Po týdnech bojů se Batmanovi podařilo tuto válku potlačit a Dent byl i se zbytkem armády zadržen. Někdy po smrti druhého Robina, Jasona Todda, Two-Face uprchl z vězení a unesl Batmana a Nightwinga, které musel nakonec osvobodit, v té době netrénovaný, Tim Drake, později přijatý jako třetí Robin. O několik let později byl Dent jedním z vězňů, kterým byl podán experimentální jed vytvořený Banem. Vlivem jedu se z Harveyho stal svalnatý hromotluk, který sám sebe nazval „One-Facem“. V této podobě však nevydržel dlouho a poté, co ho porazil Batman, se vrátil do normálu.
O něco později se do Gothamu vrátila Erin McKillenová, která ihned přitáhla pozornost Two-Face a Batmana. Dent si najal skupinu zločinců, aby Erin zavraždili, avšak Batman ji zachránil a odvezl na Wayneovo panství. Když se McKillenová pokusila znovu uprchnout ze země, byla omámena svým bratrancem, který se spolčil s Two-Facem. Ten Erin znetvořil stejnou kyselinou, jakou použila ona na něj, i když zásluhou Batmanovy pohotovosti to nedopadlo tak fatálně. Později, když Temný rytíř úspěšně dopravil McKillenovou na policejní stanici, vydal se pomoci Harveymu, kterého mezitím zajali gangsteři a nechali jej v hořící budově. Během záchrany vyšlo najevo, že Dent celou dobu věděl, kdo se skrývá pod maskou Batmana, přičemž Bruce vinil ze smrti své manželky a neustále se rozhodoval, jestli ho má zabít. Později se Two-Face střetl s Gordonem, kterého se chystal zastřelit, naštěstí však opět zasáhl Batman. Následně Dent utekl do svého úkrytu, kde si nad fotografií své zesnulé manželky prostřelil hlavu.
Pokus o sebevraždu mu nevyšel, jelikož kulka minula mozek, mohla však za zhoršení jeho psychického stavu, a to do té míry, že se Two-Faceova osobnost stala ještě více dominantnější. Zesláblý Harvey Dent požádal Batmana, aby mu pomohl se dostat na místo, kde se v dětství poprvé potkali, jelikož se zde nacházel lék, který by Harveymu mohl pomoci se jednou provždy zbavit jeho temné osobnosti. Batman souhlasil, a tak se společně vydali na 800 kilometrů dlouhou cestu. Poté, co se během cesty dostal k moci opět Two-Face, nabídl ostatním padouchům miliony za to, že Temného rytíře zneškodní, v opačném případě vyhrožoval, že by o všech zveřejnil tajné informace. Když se Batman vypořádal s několika zločinci a dorazil nakonec na místo určení, zjistil, že se zde nenachází žádný lék, ale chemikálie, která by Denta natrvalo přeměnila v Two-Face. Harveyho osobnost se vzdala naděje a chtěla se zřeknout kontroly nad svou horší polovinou, o čemž neměl tušení ani sám Two-Face. Když Harvey hrozil zničením Gothamu, pokud mu nebude podána jeho látka, aplikoval mu Batman tajně jinou chemikálii, díky které byl Harvey vůči vlastnímu „léku“ imunní. Dent si nezasloužil být natrvalo Harveym nebo Two-Facem, takže obě persony byly nuceny zůstat navždy spolu.

## Alternativní verze

### Země-tři
Na Zemi-tři je Harveyho protějškem žena jménem Evelyn „Eve“ Dentová, která má na rozdíl od něj tři osobnosti, vystupuje pod aliasem „Three Face“ a stojí na straně dobra.

### Návrat Temného rytíře
V Návratu Temného rytíře podstoupí Dent plastickou operaci, během které mu je zcela opravena jeho znetvořená tvář. Dojde však ke zničení jeho kladné osobnosti a kontrolu nad celým tělem převezme padouch Two-Face. Ten je nakonec zatčen poté, co se pokusí zničit dva gothamské mrakodrapy.

### Gotham by Gaslight
V tomto příběhu z 19. století je Harvey Dent sériovým vrahem známým jako „Double Man“.

### The Batman Adventures
Dent je téměř vyléčen, ale poté, co jej Joker přesvědčí o tom, že má jeho snoubenka pletky s Brucem Waynem, zcela zešílí.

### In Darkest Knight
Gothamský okresní prokurátor Dent, který nedůvěřuje Bruci Wayneovi, protože se stal novým Green Lanternem, je napaden Sinestrem a získá schopnosti podobné těm padoucha Eclipsa. Později přijme jméno „Binary Star“ a začne spolupracovat se Star Sapphire a Selinou Kyleovou.

### Batman v černé a bílé
Dent opět podstoupí plastickou operaci a je téměř vyléčen, ovšem psychopatická sestra jeho snoubenky ji zavraždí, čímž svého budoucího švagra přinutí stát se Two-Facem.

### Daredevil/Batman
V alternativním vesmíru, kde společně koexistují hrdinové od DC a Marvelu, je Batman nucen spolupracovat s Daredevilem proti kombinované síle Two-Face a Mr. Hydea.

### Masque
V této pastiši na Fantoma opery ztvárnil Two-Face titulní roli.

### Thrillkiller
V Thrillkiller má znetvořenou tvář zkorumpovaný policista detektiv Duall. Harvey Dent je zde okresním prokurátorem a později starostou města Gotham.

### Tangent
Harvey Dent je v této verzi afroamerický Superman s psionickými schopnostmi.

### Crimson Mist
Two-Face se zpočátku spojí s Gordonem a Alfredem, aby společně zneškodnili upírského Batmana. Když je vše zdánlivě hotovo, vrátí se ke svým bývalým spojencům, ovšem vyléčený Batman jej o něco později zabije.

### Claws of the Catwoman
Finnegan Dent je dobrodruh a zloděj, který vyplení staroafrické město Mnemnom. Jeho loupení odhalí Tarzan a Batman, kteří se ho snaží zastavit. Dent je poté zraněn lvem, který mu znetvoří půlku obličeje, což má za následek jeho rozhodnutí zůstat v Mnemnomu a stát se vůdcem. Obyvatelé města ho zapečetí v hrobce a pravděpodobně jej nechají zemřít.

### Guardian of Gotham
Darcy Dentová je modelka, která má znetvořenou půlku tváře ze záměrně upraveného krému na obličej.

### Flashpoint
V alternativním vesmíru příběhu Flashpoint se Dent nikdy nestal Two-Facem, místo toho je zaměstnán jako soudce a žije šťastně se svou ženou a dětmi. Jeho děti později unese Joker, a tak vyhledá Thomase Waynea, aby mu pomohl při jejich objevování. Nakonec děti zachrání, i když Dentova dcera je postřelena a málem zemře.

### Království tvé
Na Zemi-22 je Harvey Dent zpočátku jedním z největších protivníků Batmana. Když je později odhaleno, kdo se pod netopýří maskou schovává, spolčí se padouch s Banem, aby společně zničili Wayneovo panství.

## Charakterizace

### Schopnosti a dovednosti
Harvey Dent býval úspěšným okresním prokurátorem se znalostmi v oblasti práva a trestního soudnictví. Po proměně v Two-Face se stal velkým a respektovaným zločincem, který svými mazanými plány mnohokrát prokázal vysokou úroveň inteligence. Díky intenzivnímu tréninku s Batmanem se z něho stal výborný bojovník, schopný porazit v pěstním souboji Killer Croca. Také dokázal blokovat několik úderů od Nightwinga, což na samotného Graysona udělalo dojem. Two-Face je zručným střelcem, který ovládá většinu zbraní. Ve střelbě jej za poplatek cvičil padouch Deathstroke, díky kterému se Dent stal výborným odstřelovačem.

### Slabosti
Two-Face trpí disociativní poruchou identity, schizofrenií a bipolární poruchou. Posedle dělá všechna důležitá rozhodnutí hodem dvouhlavé mince, která je z jedné strany poškrábaná. V nových příbězích je barvoslepý na levé oko, jelikož bylo zasaženo kyselinou, která ho znetvořila.

### Výbava
- Dvouhlavá mince: K Two-Faceovi neodmyslitelně patří dvouhlavý stříbrný dolar, který má poškrábanou jednu stranu. Házením mincí Harvey nechává o významných životních situacích rozhodnout osud. Pokud padne poškrábaná strana, bude Two-Face konat zlo. V opačném případě je nucen dopustit se dobrých skutků.
- Automatické zbraně: Two-Face běžně používá řadu automatických a poloautomatických zbraní. Obvykle u sebe nosí dvě.[1]

### Vztahy

#### Rodina
- Gilda Dentová (za svobodna Goldová): Gilda je v mnoha komiksových inkarnacích Harveyho manželkou. Ve Zlatém věku byla zpočátku pouze jeho snoubenka, když byl Harvey znetvořen, byly zásnuby zrušeny a pár žil dlouhou dobu odděleně.[6] O několik let později se však dali opět dohromady a vzali se.[8] Po událostech Krize na nekonečnu Zemí se Gilda a Harvey dlouhou dobu pokoušeli o dítě, ale jejich úsilí bylo marné. Později se manželství Dentových začalo zhoršovat, a to hlavně proto, že se Gilda chtěla usadit, zatímco Harvey se neustále věnoval chytání zločinců v Gothamu. Brzy nato začal ve městě řádit sériový vrah, který vraždil významné gangstery. Nikdo netušil, že s těmito vraždami, páchanými výhradně ve sváteční dny, začala Gilda, přičemž později ji nahradil Alberto Falcone. Tyto události nakonec vyvrcholily Harveyho transformací v Two-Face a Gildiným útěkem z Gotham City.[17][31] V New 52 se Gilda a Harvey poznali díky Bruci Wayneovi, který je seznámil na jednom ze svých večírků. Později spolu začali žít a vzali se. Manželská idylka však netrvala příliš dlouho, jelikož byla Gilda zavražděna Erin McKillenovou, která se tak chtěla pomstít Harveymu za uvěznění a smrt své sestry.

- Christopher Dent:[32] Christopher byl Harveyho despotický otec, který propadl alkoholu. V dětství svého syna často týral, ale zároveň i zahrnoval láskou, což v Harveym vyvolávalo zmatek a později mu dopomohlo k jeho přeměně v Two-Face.[19]

- Murray Dent: Murray byl Harveyho starší bratr, který v dětství nešťastnou náhodou uhořel. Tato tragédie Dentovu rodinu zcela zničila. Harveyho matka spáchala sebevraždu a jeho otec se stal alkoholikem.[33]

#### Přátelé
- Bruce Wayne: V současné kontinuitě komiksů bylo odhaleno, že Harvey Dent a Bruce Wayne se znají již od dětství, přičemž se poznali v Arkhamově azylu pro problémové děti. Jejich přátelství vydrželo až do dospělosti, kdy společně bojovali proti zločinu v Gotham City. Vše bylo přerušeno až s Dentovým znetvořením a následným probuzením jeho zlé osobnosti.
- James Gordon: Komisař Gordon byl další, kdo Harveymu pomáhal bojovat proti zločinu v Gothamu.
- Albert Ekhart: Doktor Ekhart je plastický chirurg, který dokázal opravit Harveyho znetvořenou tvář.[34]

#### Romantické vztahy
- Carol Berminghamová: Carol je bývalá okresní prokurátorka, do které byl Harvey Dent kdysi zamilovaný.[35]

- Janice Porterová: Poté, co byl Harvey Dent poslán do Arkhamu, byla na jeho místo okresního prokurátora dosazena Janice Porterová, jeho tajná milenka.[36]

## Ostatní postavy s identitou Two-Face

### Wilkins
Wilkins byl Harveyho komorník, který používal make-up, aby vypadal jako Two-Face a mohl páchat zločiny.

### Paul Sloane
Paul Sloane býval kdysi herec, který měl díky své podobnosti s Dentem hrát v televizním filmu o Two-Faceovi. Během natáčení byl však nešťastnou náhodou znetvořen v obličeji, za což mohl mladý rekvizitář, který mu místo obyčejné rekvizity podstrčil opravdovou kyselinu. Důvodem byla žárlivost na přítelkyni, která se do pohledného Sloanea zakoukala. V pozdější verzi příběhu byl herec znetvořen výbuchem silného reflektoru, přičemž milostný trojúhelník byl zcela vynechán. Paulova mysl, pokřivená traumatem, začala věřit tomu, že je doopravdy Two-Face, načež bývalého herce dohnala na dráhu zločinu. Nakonec ho Batman pomocí lsti donutil se vzdát a podstoupit plastickou operaci. V novějších komiksech se z Paula stal padouch Charlatan.

### George Blake
Dalším podvodným Two-Facem byl drobný kriminálník George Blake, který se vydával za ředitele výstavy zaměřené na boj proti zločinu. Ve skutečnosti však nebyl znetvořený, ale používal make-up. Díky tomu ho Batman také snadno identifikoval jako podvodníka, jelikož jej nosil na opačné straně obličeje.

### Batman
Za povšimnutí stojí také komiksový sešit World's Finest Comics #173 z roku 1968, ve kterém se vinou chemikálie v Two-Face proměnil samotný Batman.

## Ostatní média

### Filmy

#### Hrané

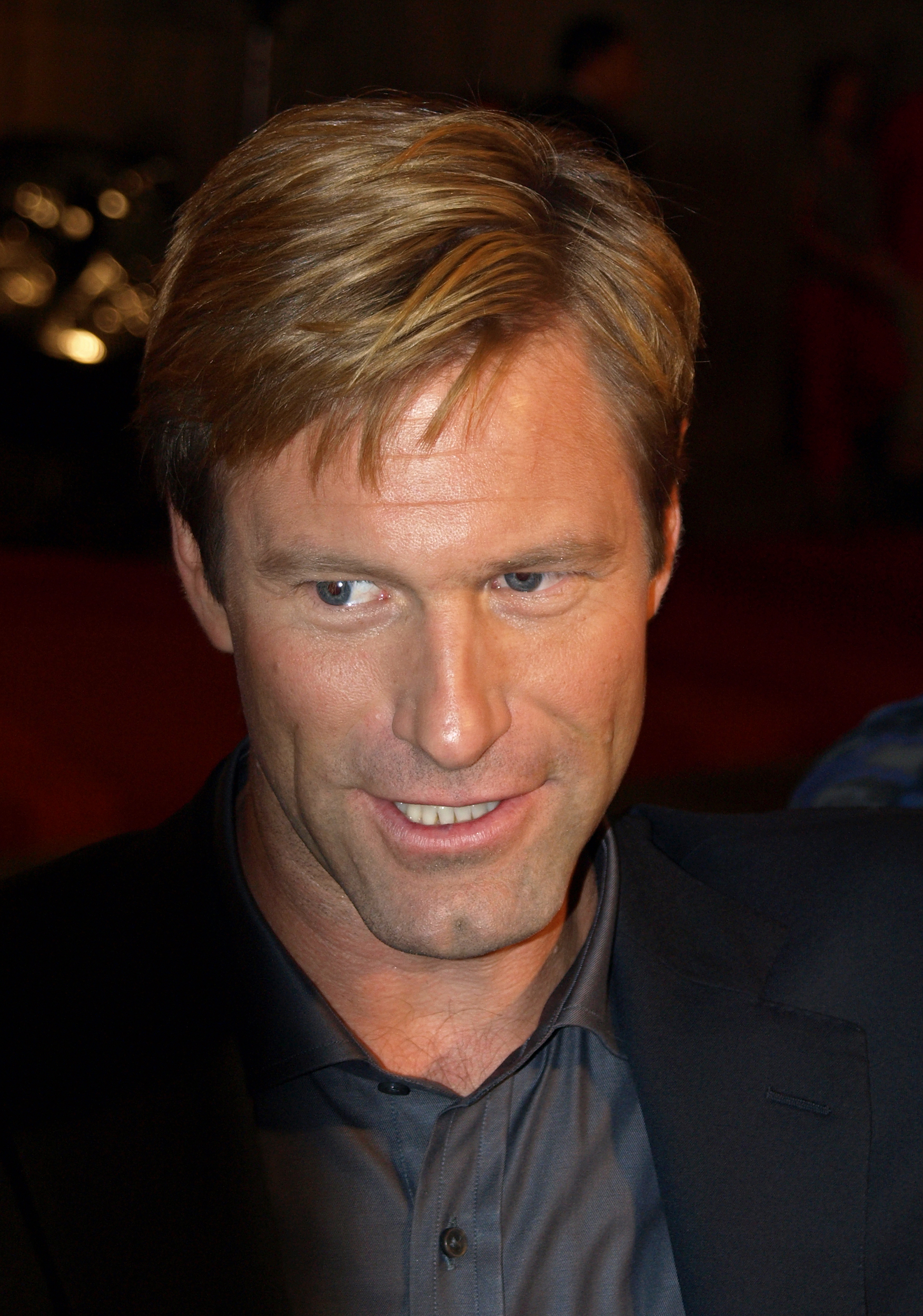
Aaron Eckhart, který si zahrál Two-Face ve filmu Temný rytíř.

- Batman (1989): V tomto filmu je Harvey Dent vyobrazen jako nový okresní prokurátor Gotham City, který přísahá, že vyčistí město od zločinu a učiní z něj místo pro slušné lidi. Role se zhostil americký herec a zpěvák Billy Dee Williams.[39]

- Batman navždy (1995): Ve filmu Batman navždy, který událostmi navazuje na Batmana z roku 1989, je Dent alias Two-Face již jedním z dvojice hlavních padouchů, společně s Riddlerem. Viní Batmana za to, že nezabránil jeho znetvoření, které mu bylo způsobeno při soudním přelíčení. Také vyjde na povrch, že je zodpovědný za smrt rodičů Dicka Graysona alias Robina. Roli ztvárnil herec Tommy Lee Jones.[40]

- Temný rytíř (2008): Na začátku filmu je Harvey Dent nově zvoleným okresním prokurátorem Gotham City a jedním z prvních podporovatelů Batmana. Poté, co začne bojovat proti zločinu v Gotham City, je zavražděna jeho snoubenka Rachel Dawesová, přičemž on sám utrpí vážné popáleniny poloviny obličeje. Zatímco se Harvey zotavuje v gothamské nemocnici, navštíví jej Joker a přesvědčí ho, aby se pomstil lidem, o kterých si myslí, že jsou zodpovědní za Rachelinu smrt. Stává se z něj nový gothamský padouch „Two-Face“, který se začne mstít všem policistům, o kterých si myslí, že ho zradili, včetně Jamese Gordona. Harveyho Denta v tomto filmu ztvárnil herec Aaron Eckhart.[41]

#### Animované
- Batman Beyond: Return of the Joker (2000): V tomto animovaném filmu zasazeném do kontinuity seriálu Batman budoucnosti (1999–2001) se sice Two-Face objevil, ale pouze jako figurína.[42]

- Batman: Rok jedna (2011): Film byl vytvořen na motivy stejnojmenného komiksu od Franka Millera. Dent je zde vyobrazen v období před svým znetvořením, kdy ještě zastával místo gothamského okresního prokurátora. Hlas postavě propůjčil Robin Atkin Downes.[43]

- Batman: Návrat Temného rytíře, část 1. (2012): První část animovaného filmu, který byl vytvořen na motivy dalšího komiksu od Franka Millera. Dent zde podstoupí plastickou operaci, čímž však dojde ke zničení jeho kladné osobnosti. Postavu namluvil Wade Williams.[44]

- Lego: Batman (2013): Zde se Two-Face objeví jako jeden z padouchů, kteří záměrně přeruší oslavu Muže roku v Gotham City. Hlas mu propůjčil Troy Baker.[45]

- Batmanův syn (2014): V tomto filmu měl Two-Face jen menší roli. Objevil se ve scéně z Arkham Asylum, kde si házel se svou mincí.[46]

- Batman: Útok na Arkham (2014): V Útoku na Arkham je Two-Face jedním z vězňů, kteří se díky Jokerovi dostanou na svobodu. Harvey se později snaží nastoupit do policejního auta, ale je zastaven Killer Frost, která mu zmrazí hlavu.[47]

- Batman vs. Joker (2016): Adaptace komiksu Batman: Kameňák a další příběhy, ve které měl Dent opět jen malou a bezvýznamnou roli. Objevil se ve scéně z Arkhamu, kde natahoval ruku skrz dveře své cely, aby dosáhl na minci, která ležela na zemi.[48]

- Batman Unlimited: Mech vs. Mutants (2016): Animovaný film zasazený do série s názvem Všemocný Batman. Two-Face je zde vidět ve své cele v Arkham Asylum, kam vtrhnou Penguin a Mr. Freeze, kteří mu nabídnou, že jej osvobodí. Dent si však hodí mincí, a jelikož mu padne čistá strana, je nucen odmítnout. Hlas postavě propůjčil Troy Baker.[49]

- LEGO Batman film (2017): V tomto filmu vystupuje Two-Face tmavé pleti, inspirovaný postavou Harveyho Denta, která se objevila v Batmanovi z roku 1989. Do role byl znovu obsazen Billy Dee Williams.[50]

- Batman vs. Two-Face (2017): Batman vs. Two-Face byl vytvořen na motivy nikdy nenatočené epizody seriálu Batman s Adamem Westem.[51] Harvey se zde stane Two-Facem díky experimentu profesora Huga Strange, který vytvořil extraktor zla, jenž měl vysát všechno zlo z gothamských zločinců. Strange jej použije na vícero různých padouchů, včetně Jokera, Penguina a Riddlera. Stroj se však přetíží a jeho nádrž exploduje, načež uniklý plyn zasáhne Harveyho, který propadne šílenství.[52] V původním hraném seriálu si měl postavu zahrát Clint Eastwood[53], v animovaném filmu jí propůjčil hlas William Shatner.

- Batman: Gotham by Gaslight (2018): V tomto filmu není Harvey padouch, ale obyčejný sukničkář, který se snaží podvést svou ženu se Selinou Kyleovou. Postavu namluvil Yuri Lowenthal.[54]

- Suicide Squad: Hell to Pay (2018): Two-Face je k vidění na začátku filmu, když chce podstoupit operaci v laboratoři Professora Pyga. Postavu namluvil Dave Boat.[55]

- Batman Ninja (2018): V tomto filmu je Two-Face jedním z gothamských padouchů, kteří jsou pomocí stroje na zemětřesení vtaženi do období feudálního Japonska.[56] Hlas postavě propůjčili Tošijuki Morikawa (japonská verze) a Eric Bauza (americká verze).[57]

- Justice League vs. the Fatal Five (2019): Harvey je jedním z padouchů, kteří se v Arkham Asylum spřátelí se Star Boyem. Postavu namluvil Bruce Timm.[58]

- Batman vs. Teenage Mutant Ninja Turtles (2019): V animovaném crossoveru z roku 2019 Two-Face zmutuje do podoby dvouhlavé kočičí nestvůry. Hlas postavě propůjčil Keith Ferguson.[59]

- Lego DC Batman: Family Matters (2019): V Lego DC Batman: Family Matters si Two-Face koupí společnost Wayne Enterprises, kterou mu nevědomky prodá sám Batman. Postavu namluvil Christian Lanz.[60]

### Seriály

#### Hrané
- Batman (1966–1968): Pro tento seriál byla zvažována epizoda, ve které by se objevil Two-Face s tváří Clinta Eastwooda. Než však tvůrci stačili začít natáčet, byl seriál zrušen.[53]
- Gotham (2014–2019): V seriálu Gotham se objevil Harvey Dent z období, kdy stál ještě na straně zákona. Poprvé se tak stalo v epizodě s názvem „Harvey Dent“, ve které se spojil s Jamesem Gordonem a pomáhal mu s případem vraždy rodičů Bruce Waynea.[61] V epizodě „Dílo lásky“ byl Gordonem konfrontován, jelikož nedopatřením prozradil úkryt Seliny Kyleové, která byla svědkem vraždy Wayneových.[62] Později v epizodě „Každý má svého Cobblepota“ pomáhal Gordonovi odhalit tajemství komisaře Gilliana Loeba.[63] Objevil se také v epizodě „Maminčina zrůdička“, kde vydal zatykač na Penguina.[64] V epizodě „Syn Gothamu“ zase stíhal miliardáře Thea Galavana za únos starosty.[65] Následně v epizodě „Pan Mráz“ pochyboval o tom, že detektiv Gordon nebyl zapleten v Galavanově smrti[66] a poslední epizoda, ve které se Harvey Dent objevil, nese název „Vězni“. V ní byl budoucí Two-Face osloven detektivem Harveym Bullockem, který chtěl pomoci dostat Gordona z vězení, kam byl zavřen za vraždu.[67] Roli Denta ztvárnil Nicholas D'Agosto.

- Titans (od r. 2018): Two-Face se objevil v epizodě s názvem „Dick Grayson“, kde měl pouze obyčejný „štěk“.[68]

#### Animované
- Batman (1992–1995): Postava Harveyho Denta se poprvé objevila v epizodě „On Leather Wings“, kde slíbí Harveymu Bullockovi, že bude stíhat Batmana, pokud jej detektiv zajme.[69] V epizodě „Pretty Poison“ je Harvey otráven při večeři s Brucem Waynem a se svou snoubenkou Pamelou Isleyovou, naštěstí mu však Batman dokáže opatřit protijed.[70] V dvojepizodě s názvem „Two-Face“ se z Denta stává padouch, za což může z velké části mafiánský boss Rupert Thorne.[71][72] V další dvojepizodě „Shadow of the Bat“ se Two-Face spojí se zkorumpovaným úředníkem Gilem Masonem, aby společně uvěznili komisaře Gordona, čímž by vyčistili cestu pro své zločiny. Jako obvykle byly Two-Faceovy plány zmařeny Batmanem a Robinem, ačkoli tentokrát jim pomáhal také jejich nový spojenec, kterým se stala Batgirl.[73][74] V epizodě „Trial“ se z Two-Face stal „žalobce“ ve vykonstruovaném procesu s Batmanem, kterého gothamští padouši věznili v Arkhamu.[75] Během epizody s názvem „Second Change“ podstoupí Dent plastickou operaci, aby zničil osobnost Two-Face. Než však k operaci dojde, je Harvey unesen na příkaz samotného Two-Face, který chce i nadále ovládat jeho psychiku. Nakonec padoucha dopadnou Batman a Robin.[76] Postavu namluvil Richard Moll.

- Batman (1997–1999): Seriál navazuje na ten předchozí, který se vysílal v letech 1992–1995.[77] Two-Face se zde poprvé objeví v epizodě „Sins of the Father“, kde je jednou z příčin toho, že se z mladého Tima Drakea stává nový Robin.[78] Epizoda „Judgement Day“ odhaluje, že se Dentova psychika roztříštila na další fragment v podobě osobnosti soudního mstitele, který pomocí extrémních opatření zatýká zločince.[79]

- Batman budoucnosti (1999–2001): V epizodě „Terry's Friend Dates a Robot“ se objeví robot, který vypadá přesně jako Two-Face.[80]

- Liga spravedlivých (2001–2004): Dent se objevil v epizodě „A Better World: Part II“, kde byl jedním z padouchů, kteří v alternativní realitě podstoupili lobotomii.[81]

- Batman: Odvážný hrdina (2008–2011): Poprvé se Two-Face objevil v epizodě s názvem „Legendy temného caparta“, kde byl součástí Bat-Miteovy halucinace.[82] Následně si spolu s dalšími padouchy zazpíval v muzikálové epizodě „Zmatek mezi hudebními mistry“.[83] Na začátku epizody nazvané „Equinoxův osud“ se spojí s Batmanem proti svým nohsledům, jelikož mu to ukázala jeho mince.[84] V epizodě „Sraz pobočníků“ se Two-Face objeví jako iluze, kterou vyvolá Batman, aby vyzkoušel, jestli Robin, Aqualad a Speedy dokážou bojovat jako jeden tým.[85] Následně v epizodě „Chlad noci“ je Dent jedním z gothamských padouchů, kteří na černo obchodují s Joem Chillem — vrahem Batmanových rodičů.[86] Během epizody s názvem „Maska Matchese Malona“ ukradne z muzea plášť Nefertiti, který poté draží na speciální aukci pro zločince[87] a na začátku epizody „Crisis: 22,300 Miles Above Earth!“ je přítomen v divadle, kde Joker opéká svázaného Batmana na roštu.[88]

- Young Justice (2010–2019): V Young Justice se objevil Paul Sloane, ze kterého se později nešťastnou náhodou stane další Two-Face. Jeho postavu namluvil Kevin Michael Richardson.[89]

- Beware the Batman (2013–2014): Harvey Dent je zde nepřátelským okresním prokurátorem, který se postaví proti maskovaným mstitelům, aby tak pomohl své kampani na starostu. Poté, co je znetvořen při explozi, se stane padouchem.[90] Postavu namluvil herec Christopher McDonald.[91]

- Mladí Titáni do toho! (od r. 2013): Two-Face se objevil v epizodách „The Dimensions Crisis“,[92] „No Power“,[93] „Sidekick“,[94] „The Titans Show“,[95] „Butt Atoms“,[96] „Bat Scouts“[97] a „Egg Hunt“.[98]

- Justice League Action (2016–2018): V epizodě s názvem „Double Cross“ se Plastic Man přemění na Two-Face, aby společně s Batmanem mohl připravit past na Deadshota. Vše zkomplikuje skutečný Two-Face, kterému se podaří utéct z vazby.[99] Harveyho Denta namluvil Robert Picardo.[100]

- Harley Quinn (od r. 2019): Poprvé se Two-Face objevil v epizodě „A High Bar“, kde byl, společně s Banem a Scarecrowem, hostem na Bar micva Penguinova synovce.[101] Ve druhé sérii, konkrétně v epizodě s názvem „New Gotham“, se spojil s Penguinem, Mr. Freezem, Banem a Riddlerem, aby společně dali vzniknout uskupení zvanému Injustice League.[102] V epizodě „Batman's Back Man“ se Dent společně s Banem snaží převzít moc nad Gothamem, kde vládne anarchie[103] a v epizodě „There's No Place To Go But Down“ si Two-Face zahraje na soudce, když odsoudí Harley Quinn a Poison Ivy k životu v Baneově vězení.[104] V tomto seriálu postavu namluvil Andy Daly.[105]

### Videohry

#### Arkhamverse
- Batman: Arkham Asylum (2009): V první videohře ze série Arkhamverse se Two-Face sice přímo neobjevil, ale během příběhu je na něj odkazováno a hráč může v ústavu najít také jeho celu.[106]

- Batman: Arkham City (2011): Ve druhé videohře je Two-Face jedním ze tří hlavních vůdců gangů bojujících o kontrolu nad Arkham City. Svou základnu si zřídil v soudní budově Solomona Waynea, kterou si upravil tak, aby odrážela jeho rozdvojenou osobnost. Two-Faceův gang ovládá centrální oblast Arkham City, zatímco Jokerův východní a Penguinův zase jižní. Two-Face zajme Catwoman, která se vloupala do sejfu, a drží ji svázanou nad nádrží s kyselinou v soudní síni, odkud ji musí vysvobodit Batman. Ten následně nad nádrž pověsí samotného Two-Face.[107]

- Batman: Arkham Origins (2013): V Arkham Origins se Two-Face neobjevil, lze zde ovšem zahlédnou noviny, které hlásají „Harvey Dent zvolen novým okresním prokurátorem!“.[108]

- Batman: Arkham Knight (2015): Two-Face se vrátil opět v titulu Arkham Knight, kde společně se svým gangem okrádá nechráněné banky kolem Gothamu.[109]

Pro Arkhamverse Two-Face namluvil herec a hudebník Troy Baker.

#### Injustice
- Injustice: Gods Among Us (2013): Two-Face se objeví v úrovni z Arkam Asylum, společně s Penguinem, Riddlerem a Killer Crocem. Také se objeví jako součást jedné z Catwomaniných misí ve STAR Labs.[111]

- Injustice 2 (2017): V Injustice 2 má Two-Face pouhé cameo, když se zde nachází zavřený v kleci, do které může vtáhnout hráče. Také je na něj odkazováno v jednom z úvodních dialogů mezi Catwoman a Supergirl.[112]

#### Telltale Games
- Batman: The Telltale Series (2016): Harvey Dent je okresním prokurátorem, který kandiduje na starostu Gotham City proti Hamiltonu Hillovi. Je blízkým přítelem miliardáře Bruce Waynea, který finančně podporuje jeho kampaň. Když však vyjde najevo, že Brucovi rodiče kdysi spolupracovali se zločineckou organizací bosse Falconeho, rozhodne se Dent od svého přítele distancovat, ačkoli po něm stále žádá další peníze. Když se později účastní veřejné debaty s Hillem, stane se rukojmím teroristické skupiny, známé jako Děti Arkhamu, kterou vede Penguin. Batmanovi se ho podaří zachránit, ovšem Hill zemře. V důsledku toho se z Harveyho automaticky stává nový starosta Gotham City. Navzdory tomu, že se stane starostou, je stále traumatizovaný tím, že se stal rukojmím a začínají se u něj projevovat známky agresivní a rozštěpené osobnosti.[113]

- Batman: The Enemy Within (2017–2018): V The Enemy Within lze vidět, že si Batman v batcave uchovává artefakty spojené s protivníky, se kterými bojoval, takže je tu k vidění také Dentův plakát z kampaně na starostu a buď jeho mince nebo maska (pokud byl znetvořen).[114]

Pro Batman: The Telltale Series propůjčil Harveymu Dentovi hlas herec Travis Willingham.

#### Lego videohry
- Lego Batman: The Videogame (2008): V první videohře ze série Lego se Two-Face objevil po boku Riddlera, se kterým plánují ukrást gothamské zásoby zlata.[116] Jeho postavu namluvil Steve Blum.[117]

- Lego Batman 2: DC Super Heroes (2012): V Lego Batman 2 se Two-Face objeví jako boss se dvěma pistolemi a náklaďákem, který má design odpovídající jeho vzhledu.[118] Postavu v tomto případě namluvil Troy Baker.[119]

- Lego Batman 3: Beyond Gotham (2014): Ve třetím pokračování se Two-Face objevil pouze v rámci DLC The Dark Knight Trilogy.[120]

- Lego Dimensions (2015): Two-Face se objevil znovu v Lego Dimensions a opět s hlasem Troye Bakera.[121]

- Lego DC Super-Villains (2018): V této videohře si hráč může postavu Two-Face odemknout po dohrání druhé mise s názvem „It’s Good To Be Bad“.[122]

#### Ostatní videohry
Kromě výše uvedených videoher se postava Harveyho Denta / Two-Face objevila ještě v Batman: The Animated Series (1993), The Adventures of Batman & Robin (1994), Batman Forever (1995), Batman: Chaos in Gotham (2001), Batman: The Brave and the Bold – The Videogame (2010) a DC Universe Online (2011).